# Grupa pełna
Grupa pełna – grupa, której każdy automorfizm jest wewnętrzny, a jej centrum jest trywialne. Istnieje zatem naturalny izomorfizm między grupą a jej grupą automorfizmów, w którym każdy element grupy daje automorfizm wyznaczony przez niego.

## Przykłady
- Każda grupa symetryczna {\displaystyle S_{n}} z wyjątkiem {\displaystyle n=2,6} są pełne. Jeżeli {\displaystyle n=2,} to grupa ma nietrywialne centrum, z kolei gdy {\displaystyle n=6,} to istnieje automorfizm zewnętrzny.
- Dla nieabelowej grupy prostej {\displaystyle G,} grupa automorfizmów grupy {\displaystyle G} jest pełna, np.
{\displaystyle \operatorname {Inn} (\operatorname {Aut} \;G)=\operatorname {Aut} (\operatorname {Aut} \;G).}

Grupa automorfizmów grupy prostej nazywana jest grupą prawie prostą.